# Гончаровский сельсовет (Брестская область)
Гончаровский сельсовет — административная единица на территории Ляховичского района Брестской области Белоруссии. В 2013 году в состав сельсовета вошли 13 населённых пунктов упразднённого Куршиновичского сельсовета.

## Состав
Гончаровский сельсовет включает 26 населённых пунктов:
- Гайнин — деревня.
- Гайнинец — деревня.
- Ганцевичи — деревня.
- Гащин — деревня.
- Гончары — деревня.
- Городище — деревня.
- Залужье — деревня.
- Кулени — деревня.
- Куршиновичи — деревня.
- Мазурки — деревня.
- Медведичи — деревня.
- Мелехи — деревня.
- Миничи — деревня
- Набережная — деревня.
- Нивище — деревня.
- Низкие — деревня.
- Новые Буды — деревня.
- Ососы — деревня.
- Подборочье — деревня.
- Смоленики — деревня.
- Совейки — деревня.
- Староселье — деревня.
- Старые Буды — деревня.
- Тальминовичи — агрогородок.
- Хотяж — деревня.
- Цыгань — деревня.